# Каллидопулос, Периклис
Периклис Каллидо́пулос (греч. Περικλής Καλλιδόπουλος, 1 января 1872, Халкидики — 23 апреля 1950, Афины) — полковник, позже Генерал-майор греческой армии, отмечен в историографии Малоазийского похода греческой армии, как комдив II дивизии в сражении при Тумлу Бунар в марте 1921 года, в дальнейшем командовал XII пехотной дивизией.
В межвоенный период был депутатом парламента и министром.
Участник Греческого Сопротивления в период оккупации Греции силами Оси (1941—1944).
Генерал Каллидопулос был признан праведником народов мира (вместе с сыном Александром) за спасение салоникских евреев.

## Молодость
Периклис Каллидопулос родился в 1872 году на полуострове Халкидики, Центральная Македония (в тот период регион был ещё под османским контролем).
Однако в «Большой военной энциклопедии» 1930 года местом его рождения указан близлежащий Салоники, крупнейший город и административный центр Османской Македонии.
Будучи османским подданным, но греком македонянином, Перикл Каллидопулос уехал в Греческое королевство, где поступил в Военное училище эвэлпидов.
Окончил училище в 1896 году в звании младшего лейтенанта и через год принял участие в кратковременной сколь и «странной» войне 1897 года.

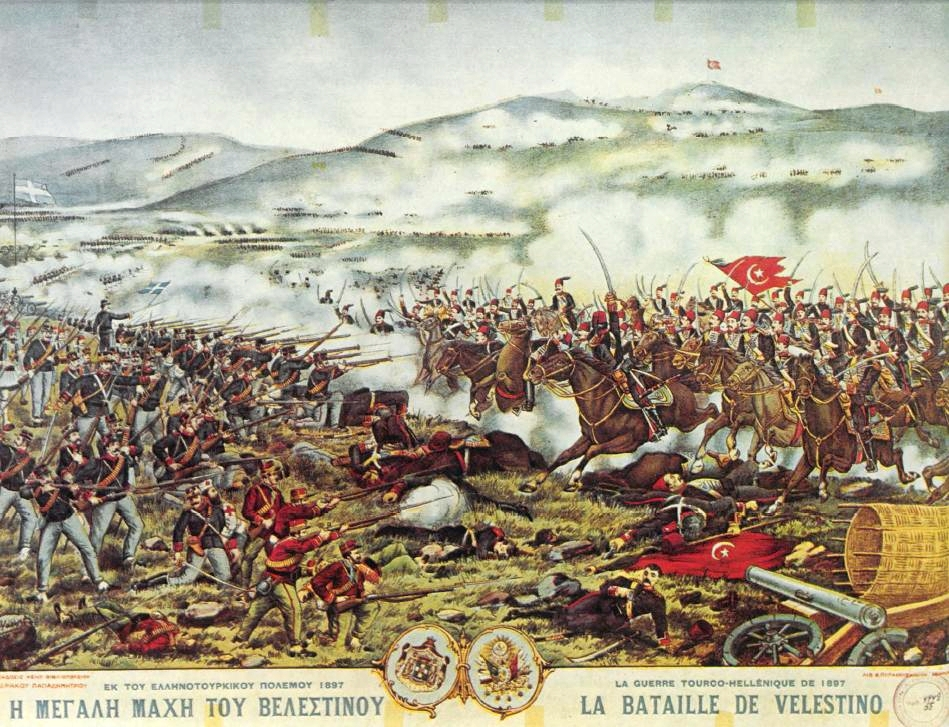

Был зачислен в 7-й полк героической бригады полковника Константиноса Смоленски и принял участие в сражении при Велестино, где бригада Смоленски прервала наступление турок.
В этом сражении Каллидопулос был ранен и за мужество, проявленное в бою, был отмечен в приказе командира бригады.

## Борьба за Македонию
В начале XX века, на ещё оккупированной турками территории Македонии, греческое население столкнулось ещё с одной угрозой. Болгарские претензии на Македонию и насильственные действия сторонников болгарского экзархата против сторонников Константинопольского патриархата, при потворстве турецких властей, вынудили греков-македонян создать отряды самообороны и вести военные действия как против турок, так и против болгар.
Несколько десятков младших офицеров оставили греческую армию и отправились добровольцами в Македонию.
В их числе был лейтенант Каллидопулос, который вернулся на Родину и действовал в регионе Салоник.
Однако его участие в Борьбе за Македонию было недолгим и ограничилось скромным «агент первого ряда».

## Балканские войны
По возвращении из Македонии Каллидопулос был направлен на переподготовку во Францию и Бельгию, где оставался до 1904 года.
С началом Балканских войн (1912—1913), Каллидопулос принял командование пехотной ротой и был ранен в сражении при Янница, открывшем греческой армии дорогу к его родным Салоникам.
Выздоровев Каллидопулос был направлен в Эпир, где греческая армия осаждала его столицу, город Яннина. В сражении при Бизани командовал ротой 1го пехотного полка.
В составе того же полка продолжил войну против болгар и принял участие в победном для греческого оружия сражении при Килкисе, где был повторно ранен.

## Первая мировая война
В период Национального раскола (1915—1917), Каллидопулос был сторонником премьер-министра Э. Венизелоса в вопросе вступления Греции в мировую войну на стороне Антанты.
После того как Венизелос создал в Салониках второе греческое правительство, правительство «Национальной обороны», полковник Каллидопулос одним из первых офицеров вступил в армию Национальной обороны.
В 1919 году, по мандату Антанты, Греция заняла западное побережье Малой Азии.
Полковник Каллидопулос был назначен командиром гарнизона города Смирна, где землевладелец и поэт А. Фотиадис предоставил свою усадьбу в Севдикёе, в 16 км от города, штабу I корпуса генерала Нидера. Следствием этого жеста стало знакомство Каллидопулоса с Екатериной Фотиаду, которая стала его женой. Впоследствии Екатерина Фотиаду — Каллидопулу (1899—1986) стала основательницей салоникских «Лицея гречанок» и корпуса сестёр милосердия.

## Малоазийский поход
Севрский мирный договор 1920 года закрепил регион Смирны за Грецией, с перспективой решения его судьбы через 5 лет, на референдуме населения:16. Завязавшиеся здесь бои с кемалистами приобрели характер войны, которую греческая армия была вынуждена вести уже в одиночку. Из союзников, Италия, с самого начала поддерживала кемалистов, Франция, решая свои задачи, стала также оказывать им поддержку. Греческая армия прочно удерживала свои позиции. Геополитическая ситуация изменилась коренным образом и стала роковой для греческого населения Малой Азии после парламентских выборов в Греции в ноябре 1920 года. Под лозунгом «мы вернём наших парней домой», на выборах победила монархистская «Народная партия». Возвращение в Грецию германофила Константина освободило союзников от обязательств по отношению к Греции. Не находя дипломатического решения в вопросе с греческим населением Ионии, в совсем иной геополитической обстановке правительство монархистов продолжило войну. Напрягая свои ограниченные людские ресурсы, Греция мобилизовала ещё 3 призыва в армию.
После выборов, возвращения в армию отставных офицеров монархистов и частичной демобилизации офицеров сторонников Венизелоса, Каллидопулос подал в отставку. Однако его отставка не была принята. Не в последнюю очередь это было результатом того, что ему пришлось служить под командованием принца Андрея, который относился к Каллидопулусу с уважением.
Полковник Каллидопулос был назначен комдивом II дивизии.

## Весеннее наступление

Карта наступательных операций греческой армии до июля 1921 года. На севере отмечено место победы турок при Инёню 26-31 марта, на юге место греческого реванша 28 марта, поставишего победную точку в греческом «Весеннем наступлении».

Предприняв в январе 1921 года малыми силами разведывательный рейд в направлении Эскишехира, греческая армия развернула в марте «Весеннее наступление» в том же направлении. Основной удар предполагалось нанести с севера тремя дивизиями III корпуса генерала А. Влахопулоса (III, VIII, X). XI дивизия корпуса прикрывала северный фланг наступающих.
I корпус генерала А. Кондулиса, который должен был наступать на юге и которому отводилась вспомогательная роль, в действительности располагал тольку двумя дивизиями, II и XIII.
Наступление двух греческих корпусов началось 10/23 марта.
Сконцентрировав свои силы на севере, туркам удалось остановить наступление III корпуса в шестидневном «сражении за Авгин», как его именует греческая историография или Сражении при Инёню, как его именуют турецкие историки.
С 19 марта дивизии III греческого корпуса начали отход к своим базам.
Потери сторон были равными, но не цифры примерно равных потерь определяли успех кемалистов при Инёню.
Турки законно сочли этот успех своей победой, поскольку это был первый раз с высадки греческой армии в Смирне в мае 1919 года, когда туркам удалось в бою остановить непрерывное продвижение греческой армии.
В коммюнике командующего экспедиционной армии, генерала А. Папуласа от 23 марта /5 апреля, отступление в северном секторе было представлено как манёвр перед превосходящими силами противника.
В заключение генерал Папулас писал: «в южном секторе без перемен».
Историк Д. Фотиадис пишет, что «именно это без перемен и спасло нас»:46.

### Бои дивизии Каллидопулоса в Тумлу Бунар и конечная победа в Весеннем наступлении

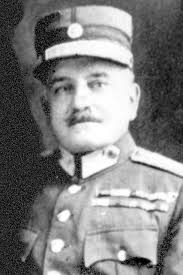
Полковник Демосфен Диалетис, герой боя при Тумлу Бунар.

У М. Кемаля было достаточно сил, чтобы оставить укреплённые позиции и развить свой тактический успех при Инёню, следуя по пятам III корпуса. Однако он решил добиться стратегического успеха и, ещё до завершения боя при Инёню, принял решение развернуть свои силы к Кютахье и разбить I корпус греческой армии.
Боевой состав I корпуса занявшего Афьон Карахисар был вдвое меньшим по сравнению с III корпусом и если бы Кемалю удалось занять Ушак, то путь к отступлению I корпуса был бы отрезан.
В этом случае III корпус не смог бы оказать I корпусу помощи и, главное, дорога на Смирну была бы для дивизий Кемаля открытой.
В отличие от III корпуса, I корпусу Кондулиса удалось выполнить поставленные задачи и взять Афьон-Карахисар, но Кондулис осознал опасность и настойчиво просил у командования разрешения оставить город и занять ключевую позицию у Тумлу-Бунара.
Штаб армии, представивший занятие Афьона большим успехом, возражал, но с большим трудом разрешение было получено.
Многократные турецкие силы (Д. Дакин пишет 8 дивизий):348) обрушились на II дивизию П. Каллидопулоса.
Основной удар 3-х турецких дивизий принял 34-й пехотный полк, полковника Диалетиса. Поскольку состав полка был неполным, он получил в историографии имя «Отряд Диалетиса» (Дакин именует его батальоном:348).
Отряд Диалетиса в течение 2-х дней героически сдерживал наступление 3-х турецких дивизий.
28 марта/10 апреля Каллидопулос дал приказ всей дивизии, включая отряд Диалетиса, идти в штыковую контратаку.
В тот же день Рефет -паша приказал своим дивизиям вновь атаковать при поддержке артиллерии.
У Диалетиса уже не было сил. Он собрал всех стоящих на ногах, а также конюхов, поваров и санитаров, и, развернув полковое знамя, вместе полковым священником архимандритом Валанидиотисом, повёл их в атаку. Примечательно, что в револьвере у Диалетиса не осталось ни одного патрона и он шёл в рукопашную держа в руках дубинку.

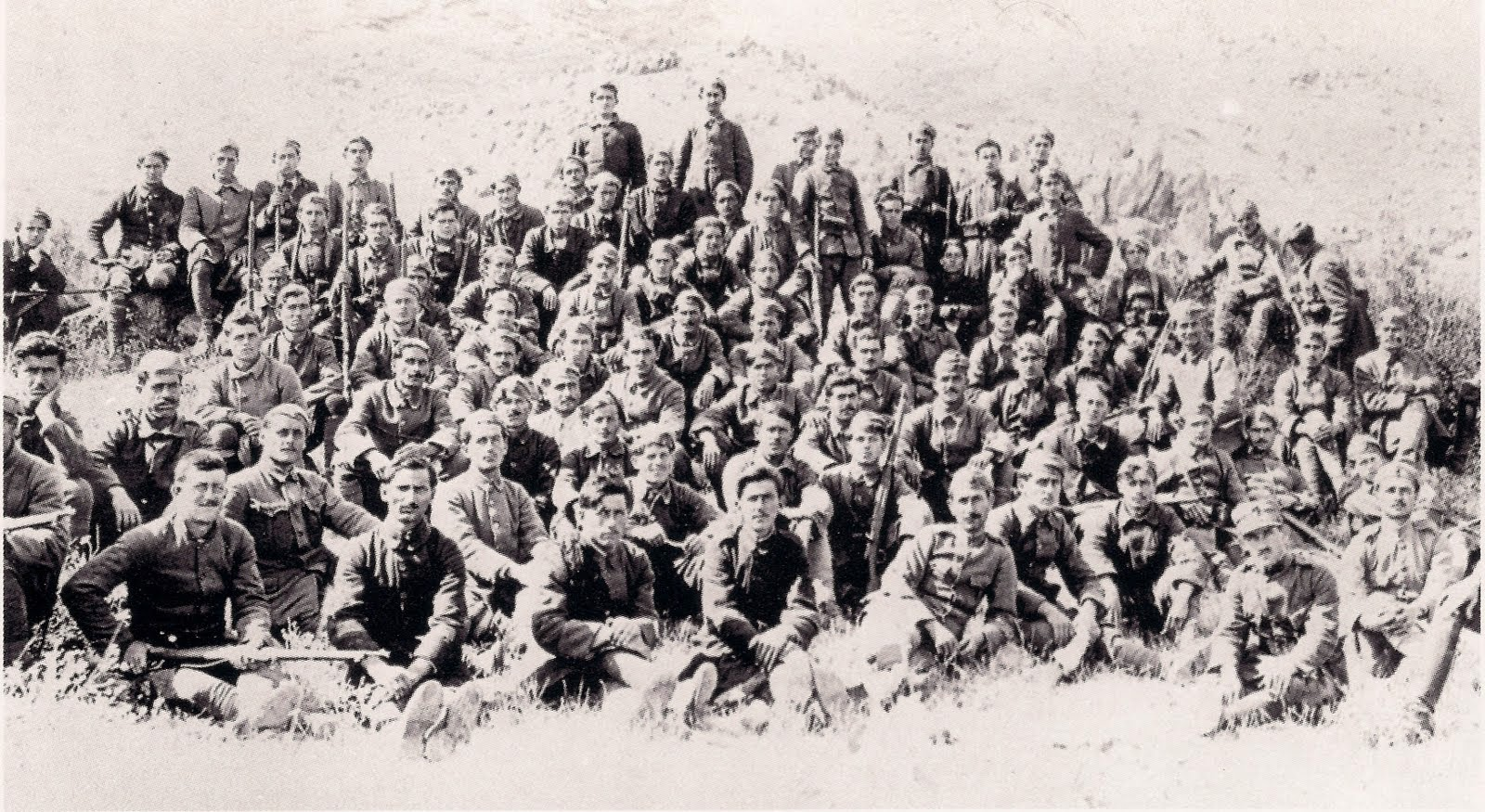
Солдаты 5/42 полка эвзонов, решившего победный исход боя при Тумлу Бунар.

Сражение достигло своей кульминации.
В критический момент сражения, 5/42 гвардейский полк эвзонов полковника Н. Пластираса, после контратаки, совершил впечатляющий манёвр через лес у Ашик-кёя, вышел в тыл турок и ринулся в атаку с боевым кличем «аэра».
Турки в панике обратились в бегство, оставив на поле боя 800 убитых и 200 пленных:47.

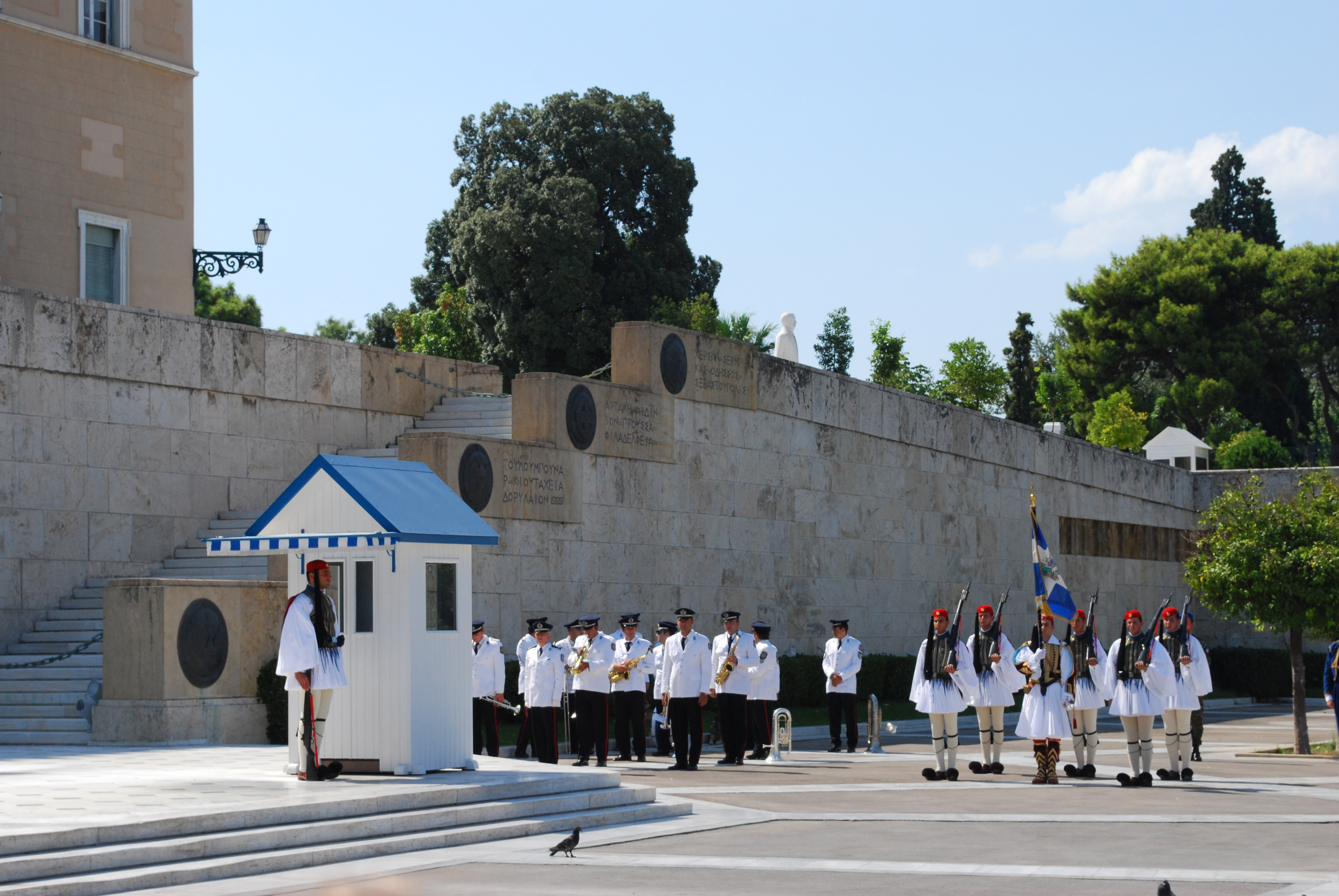
Надпись Тумлу Бунар на третьей снизу плите у Памятника Неизвестному Солдату в Афинах, в честь боя «Отряда Диалетиса».

27 марта каждого года 37 -й греческий полк отмечает бой при Тумлу-Бунар возложением венка к памятнику погибшим.
Героический бой «Отряда Диалетиса» при Тумлу-Бунар отмечен на одной из плит, установленных вокруг Памятника Неизвестному Солдату в Афинах.

## Большое летнее наступление
Преследуя цель принуждения турок к миру в 1921 году, сразу после «Весеннего наступления», правительство монархистов поставило экспедиционной армии задачу подготовить «Большое летнее наступление» силами уже трёх корпусов, включая и III корпус.
Кульминацией наступления стало самое большое сражение войны при Эскишехире. Клещи греческих дивизий замкнулись 3/16 июля у города Кютахья, но И. Инёню, осознав опасность, успел вывести свои войска из котла за несколько часов до того как сомкнулись клещи. Окружение и полный разгром турецкой армии не состоялись по причине неоправданной задержки II корпуса генерала А. Влахопулоса:58.

## Рейд на Анкару — «Эпос греческой армии»
14/27 июля 1921 года, в занятой греческой армией Кютахье состоялся «Большой Военный Совет» под председательством премьера Д. Гунариса. Правительство торопилось закончить войну и решило наступать далее. 28 июля/10 августа 7 греческих дивизий форсировали Сакарью и пошли на восток. Греческие историки С. Каргакос и Д. Фотиадис:82 именуют поход этих 7 дивизий «эпосом греческой армии».
Перед самым началом рейда, 15 июля, Каллидопулос принял командование XII дивизией, которой предстояло пройти через «Солёную пустыню» 130 км.

### Победа у Тамбур Оглу

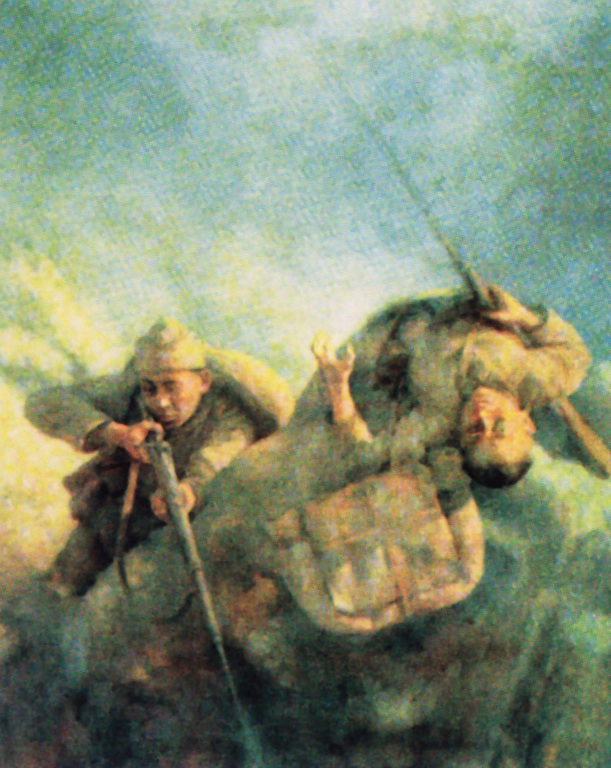
Художник Прокопиу, Георгиос: «Греческая пехота берёт высоту Кале грото на подступах к Анкаре».

Пройдя изнурительным маршем через «Солёную пустыню», I дивизия полковника Франгу 10/23 августа 1921 года, без передышки и без артподготовки, с ходу отбила у турок вершину Мангал-даг (1400 м). Кемаль был впечатлён этим неожиданным для него греческим успехом. Немедленно сменив командира части, защищавшей Мангал-даг, он заявил: «если мы потерпим поражение, здесь будет могила Турции». Он приказал расстреливать отступающих, добавив «нет линии отступления»:83.
Греческие дивизии ежедневно брали возвышавшиеся перед Анкарой и укреплёные скалистые и безлесые «даги». II дивизия взяла Тамбур-оглу и Турбан тепе, и её 7-й полк атаковал «Холмы близнецы», но был остановлен турецким огнём. Франгу, видя что 7-полк ввязался в смертельный бой, бросил ему на помощь свой 4-й полк, который вклинился между Турбан-тепе и «Близнецами»:83.
Февзи-паша приказал всеобщее контрнаступление, в то время как турецкая артиллерия непрерывно обстреливала Турбан-тепе и греческие части поднимавшиеся на Холм Близнецов. Уходя из под обстрела греческие части оставили Турбан-тепе, но на следующий день 34-й полк вновь занял его.
Через три дня, 14/27 августа, внезапной атакой греческие части взяли наконец Холмы Близнецы. Эта греческая «Победа у Тамбур-оглу», по имени близлежащего села, была дорого оплачена: 24 офицера и 574 рядовых убитыми:84.
X дивизия 15/28 августа взяла горный массив Сапанджу и «Голую вершину» и 17/30 августа Гилдиз-даг:85.
Самые жестокие бои развернулись за взятие скал хребта Кале-грото. Атака была начата V дивизией. 14/27 августа подключилась XIII дивизия. После того, как в бой вступила IX дивизия Кемаль заколебался. Позже он писал: «были минуты, когда я думал что всё потеряно»:93. V дивизия 16/29 августа взяла Улу-даг, прозванный «Монументом скал». VII дивизия, сломя сопротивление 4-х турецких дивизий, 12/25 августа взяла «Конический холм». Дивизия, проявив инициативу, прошла через ущелье Полатлы и взяла «Зубчатый холм», хребет Беш тепелер, а затем Дуа-тепе и вышла 4 км западнее станции Полатлы в 80 км от центра сегодняшней турецкой столицы. Турки начали взрывать склады станции:97.

### Победа на Ардиз-даге
На второй линии обороны турок господствовали высоты Чал-даг и Ардиз-даг. Ардиз-даг атаковала XII дивизия полковника П. Каллидопулоса и X дивизия А. Франгу. I дивизия начала атаку вершины 1329, но вскоре убедилась что это была хорошо укреплённая позиция:97.
Франгу решил бросить в бой одновременно 2 из 3 своих полков.
Турки отступили на хребет Ардиз-дага. Победа в очередной раз была дорого оплачена: были убиты полковник Э. Тракас, 1 командир батальона и 5 командиров рот.
Франгу бросил в бой 1/38 полк эвзонов на помощь 5-му полку. Полк эвзонов обратил в бегство 3-ю турецкую «дивизию Кавказа», солдаты которой в панике не обращали внимание на призывы офицеров и на жандармов получивших приказ стрелять по отступающим.
В последний бой за Ардиз-даг 19 августа/1 сентября была брошена XII дивизия Каллидопулоса. Её 14-й полк полковника Котуласа, совершив за 15 минут под огнём бросок в 800 метров, ворвался в турецкие окопы. Турки побросали свои пулемёты и побежали. Однако целый батальон 176-го турецкого полка, 355 человек, во главе с его командиром, сдались Котуласу. С начала сражения за Анкару это был первый случай пленения целого турецкого соединения:98. Кемаль был вынужден перебросить на центральный участок силы со своего левого фланга.

## Бой за Чал Даг
Под давлением III корпуса, турки оставили в ночь с 16 на 17 августа Гилдиз Даг, опасаясь окружения греческими частями наступавшими к Чал Дагу.
28 -й греческий полк занял Сиври к югу от Чал Дага, но турецкий штаб бросил в бой новые силы и сумел отбить эту позицию.
Две турецкие дивизии, LVII и VIII, были брошены против 28 -го полка, но полк несмотря на огромный численный перевес турок, выстоял.
Однако X греческая дивизия, вклинившаяся в расположение турок, оказалась без прикрытия с флангов и подверглась опасности.
XII дивизия Каллидопулоса из I корпуса сумела закрепиться на северном склоне Чал Дага и прикрыть правый фланг X дивизии:99.
18/31 августа, 34-й и 41-й греческие полки начали карабкаться к вершине горы (1340 м.), но прекратили попытку в силу упорного сопротивления турок.
В ту же ночь штаб экспедиционной армии дал приказ III Корпусу занять утром вершину Чал Даг любой ценой.
Но III и X дивизии доложили, что их солдаты были истощены и что новая попытка была невозможной.
К тому же X дивизия всю ночь отражала непрерывные атаки турок.
В тот же вечер III корпус получил сообщение, что I Корпус занял Ардиз Даг, но не продолжил наступление, поскольку III Корпус не продвигался.
Последовал новый приказ штаба III корпусу занять указанные позиции.
Утром следующего дня X дивизия III Корпуса закрепилась на восточных склонах Чал Дага. Тогда XII дивизия Каллидопулоса, чтобы помочь ей, заняла близлежащий склон, подвергаясь постоянным атакам турок.
Греческая горная артиллерия практически исчерпала все свои снаряды и не могла остановить порыв турок.
Тогда II дивизия бросилась в генеральную атаку, опрокинула XVII дивизию турок и вечером заняла вершину Чал Дага.
После греческих побед на Ардиз Даге и Чал Даге Кемаль перебросил со своего крайнего левого фланга силы в центр, поскольку он осознал, что II греческий корпус в регионе Кале Грото занял оборонные позиции:97.

### Прекращение наступления
В греческой и турецкой историографии отмечается, что оставшаяся не только без снарядов, но и без патронов, греческая армия была близка к победе и в их работах часто присутствует слова «если бы». Биограф Кемаля, Месин, пишет: «Если бы греческая атака продержалась ещё несколько минут (!) Кемаль приказал бы отход, чтобы избежать катастрофы»:109.
Осознав что греческое наступление ослабло, турки попытались предпринять контрнаступление. Для этого они сформировали новый армейский корпус. Турецкое наступление началось утром 28 августа/10 сентября, между позициями I дивизии Франгу и V дивизии II корпуса. Остановив продвижение турок, в 5 полудня обе греческие дивизии пошли в контратаку. Турки отступили и вскоре их отступление переросло в бегство. Но после победного исхода боя, I дивизия Франгу осталась почти без боприпасов.
29 августа/11 сентября армия приняла решение прекратить наступление:112. Даже в последних боях после принятого решения, 2/39 полк эвзонов взял в плен 124 солдат противника:114.
Высота Чал-даг, как и другие высоты, за которые было пролито столько крови, были бесшумно оставлены утром 31 августа/13 сентября:115. Согласно современному английскому историку Д. Дакину победа была близка:357, но исчерпав свои ресурсы и не располагая материальными и людскими резервами, греческая армия в порядке отошла назад за Сакарью. Историк Д. Фотиадис пишет: «тактически мы победили, стратегически мы проиграли»:115. Правительство Гунариса удвоило подконтрольную ему территорию в Азии, но возможностями для дальнейшего наступления не располагало. Не решив вопрос с греческим населением региона, правительство не решалось эвакуировать армию из Малой Азии. Фронт застыл на год.

## 1922 год
Правительство монархистов не находило решения в вопросе безопасности греческого населения Ионии, но из политических соображений не решалось собрать войска вокруг Смирны, сохраняя протяжённую линию фронта, оборону которой армия была не в состоянии обеспечить. Фронт был прорван через год. «Все военные и политические аналитики считают, что причиной прорыва была недостаточность сил для фронта протяжённостью в 800 км». Даже там где плотность была большей, между дивизиями существовали незащищённые участки в 15-30 км:159.
Турецкое наступление началось в ночь 12/25 на 13/26 августа 1922 года силами 12 пехотных и 4 кавалерийских дивизий. Удар был нанесён на юге «выступа Афьон Карахисара». Туркам удалось без особого труда вклиниться между I и IV греческими дивизиями, где как и на других участках фронта существовала неприкрытая брешь в 5 км:174.
I и II греческие корпуса были расположены рядом, но когда на I корпус были обрушены основные силы турок, II корпус оставался безучастным наблюдателем.
XII дивизия Каллидопулоса, находившаяся севернее Карахисара непрерывно посылала разведывательные патрули глубоко за линию фронта, и все докладывали, что не встречали концентраций турок.
Турки оставили малые силы против II корпуса. Но чтобы ввести греческое командование в заблуждение, они совершили локальную атаку, которую командир корпуса Д. Димарас счёл прелюдией генеральной атаки. Когда командир I корпуса генерал Трикупис запросил помощь IX дивизии, Димарас послал только один полк, оправдываясь, что и сам находится в опасности перед ожидаемым с минуты на минуту наступлением:178.
В полдень 14 августа Франгу издал приказ отхода своей дивизии (а также частей VII дивизии) на вторую линию обороны. Поскольку связь с корпусом была прервана, он не знал, что командир корпуса, генерал Трикупис, издал приказ о общем отходе за 4 часа до его приказа.
Отход I дивизии прикрывал 5/42 полк эвзонов полковника Пластираса. Решат-бей, комдив турецкой дивизии атаковавшей в этом секторе, не смог занять высоту 1310 за час, как он обещал Кемалю, и покончил жизнь самоубийством.

## Две колонны

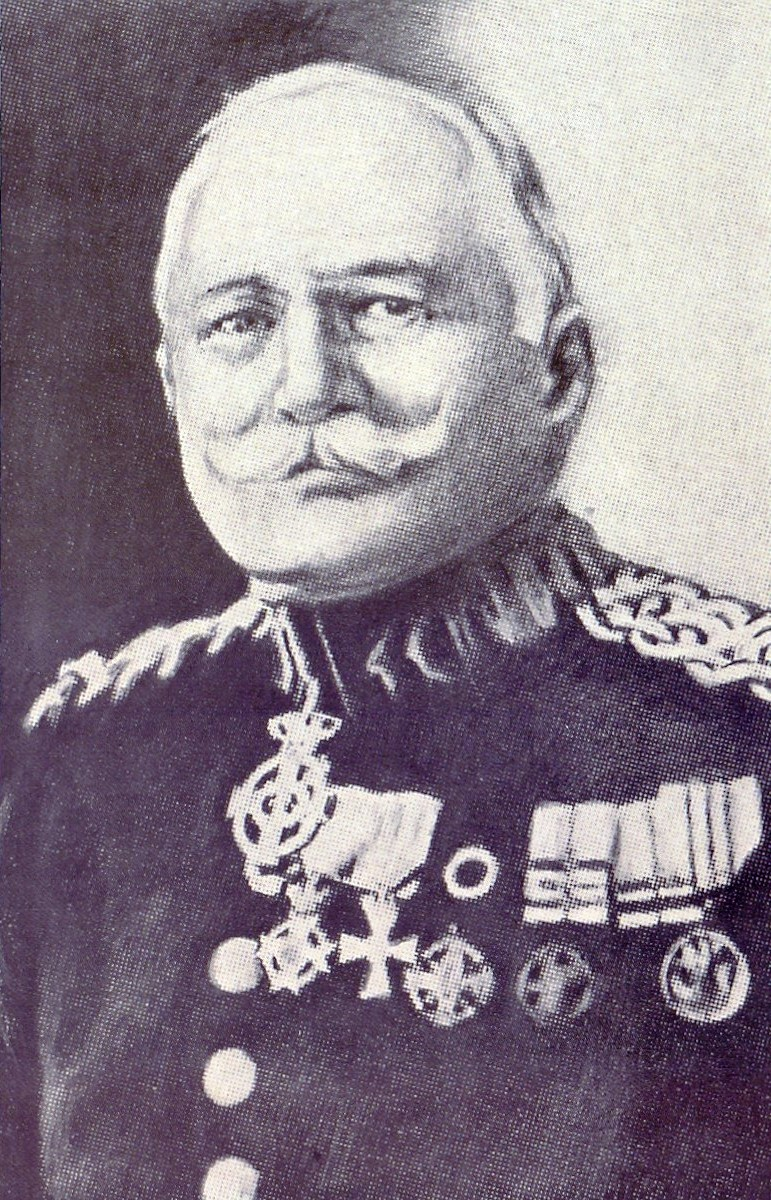
Комдив I греческой дивизии Афанасиос Франгу.

15/28 августа штаб Малоазийской армии отменил предыдущие приказы и подчинил II корпус под командование Ι корпуса Трикуписа, но Южная группа греческой армии уже была разделена на две части.
Первая, была образована I и VII дивизиями, частью IV дивизии и отрядами Луфаса и полковника Н. Пластираса, оказавшихся слева от прорыва.
Эту группу, имевшую возможность отступить к Ушаку, возглавил комдив I дивизии А. Франгу, который не зная о намерениях Трикуписа и видя что турки идут к Думлупынару, отрезая путь к отходу, решил опередить их.
Группа Франгу (I и VII дивизии, остатки IV дивизии, два батальона XII дивизии) выступила к Думлупынару. Арьергард Пластираса остался в Хасан Деде Тепе.
Разведчики I и IX дивизий встретились на перевале Улуджак, с которого были видны «орды турок в долине Душ Агач, стремившихся перекрыть путь к Думлупынару», но и арьергард Пластираса и доложили о увиденном комдиву П. Гардикасу. Тот прибыл в штаб I Корпуса и настоятельно рекомендовал совершить ночной марш через горы к Думлупынару.
Но Трикупис отказался от предложения, заявив что «он ожидает приказ штаба армии».
Его медлительность в принятии решений привела к тому, что его группа потеряла контакт с группой Франгу и между ними образовалась брешь в 25 км, куда всеми силами ринулись турки.
Группа Трикуписа (V, IX, XII, XIII и остатки IV дивизий) выступила на северо-запад, надеясь дойти к Ушаку и избежать окружения.
IX дивизия П. Гардикаса, на своём пути на запад разбила турецкую II кавалерийскую дивизию, которая была выведена турками в резерв.
Остальные силы Группы Трикуписа (V, XII и XIII дивизии) отошли на запад без проблем, провели ночь 28/29 августа у Олучака и развернули фронт вокруг Башкимсе.
После неудачных попыток наладить связь по рации с I корпусом, Франгу приказал своим частям начать отход к Думлупынару в 16:00.
В течение ночи 15/28-16/29 августа турецкий VI корпус вышел к северу от Группы Трикуписа.
Турецкие V кавалерийский корпус и I армия (I, II и IV корпуса) подошли к группам Франгу и Трикуписа. Турецкий I корпус у Думлупынара вступил в контакт с Группой Франгу, в то время как турецкие V кавалерийский корпус и IV корпус отделили группы Трикуписа и Франгу одну от другой.
Группа Трикуписа была по существу окружена.

### Бой при Илбулаке — Хамуркёе

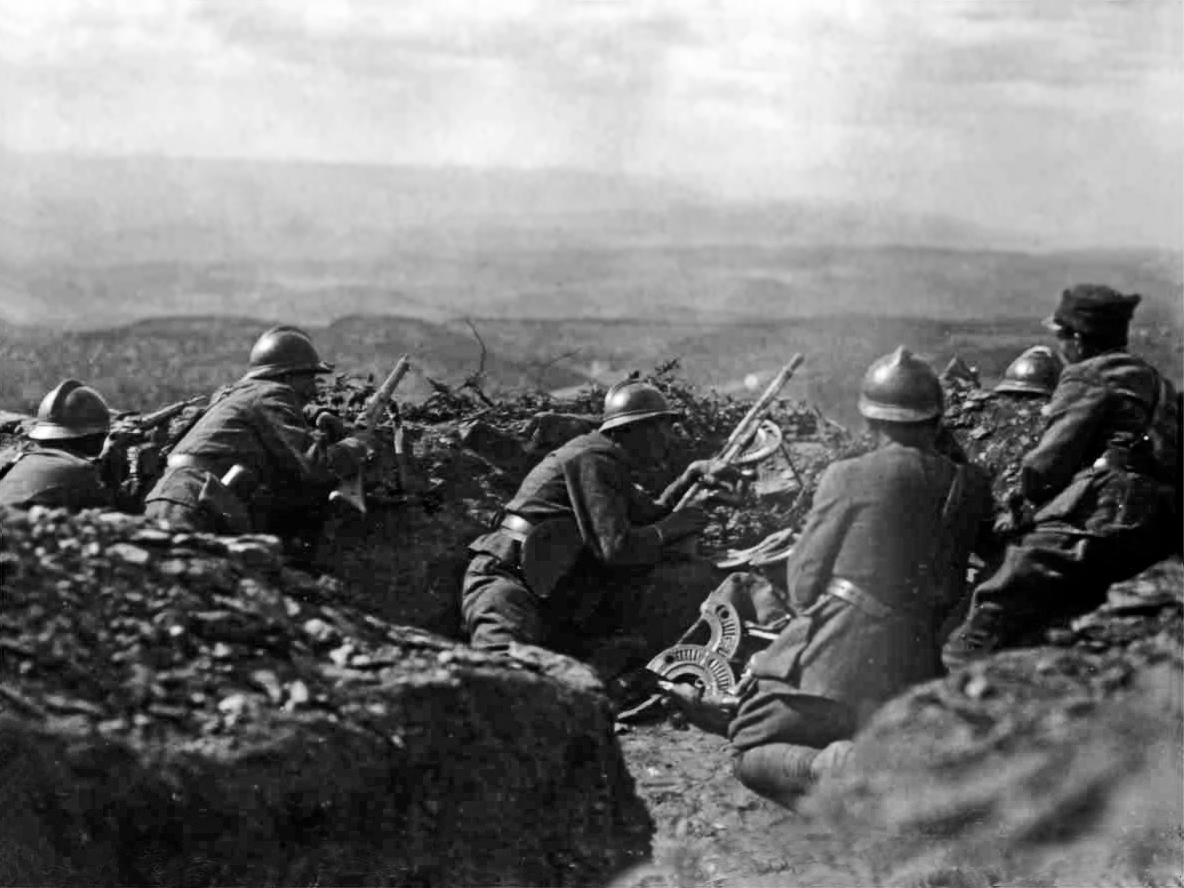
Греческие солдаты 29 августа, к западу от Карахисара.

Утром 16/29 августа все части Группы Франгу достигли позиций у Думлупынара в порядке, несмотря на давление турецкого IV корпуса, подверглись атаке у Карагёсели, но удержали свои позиции. В полдень Пластирас запросил разрешения атаковать к востоку, чтобы соединиться с Трикуписом. Франгу разрешения не дал, что по мнению историка Я, Капсиса обрекло группу Трикуписа. С закатом солнца, он дал приказ своим частям отойти дальше на запад, к Исламкёю.
Группа Трикуписа двинулась на запад утром 16/29 августа.
ΙΧ дивизия выступила к Хамуркёю в голове колонны группы Трикуписа. Ей было приказано открыть дорогу на Думлупинар и к 09:00 она вступила в отчаянный бой с тремя дивизиями турецкого IV корпуса.
Турки атаковали также с восточного фланга Группы Трикуписа, на позиции XII дивизии Каллидопулоса. Трикупис постепенно задействовал в обороне V и IV дивизии, сохраняя XIII дивизию в резерве.
К 10:30 обстановка стала драматической. Моральный дух солдат не спавших и не евших с 13/26 августа и осознававших, что они в окружении, был поколеблен.
Натиск противника, к которому подходили всё новые силы, усиливался. Артиллерия дивизии действовала неприкрытая на одной линии с пехотой.
Комдив IX дивизии, полковник Гардикас, неоднократно вмешивался лично, чтобы удержать линию обороны.
XIV кавалерийская дивизия турок целый день сдерживалась ΙΙ/26 батальоном майора Д. Папаянниса.
В 17:00 турки предприняли атаку против всей линии обороны ΙΧ дивизии.
Командиры батальонов и рот гибли один за другим и их подразделения начали отступать.
Однако артиллерия дивизии (батареи ΙΧα и ΙΧβ) осталась на своих позициях и огнём с дистанций от 100 до 400 метров сдержала противника и дала время пехоте перегруппироваться.
Был получен приказ контратаковать. В контратаке приняли участие единственный резервный батальон II корпуса (Ι/26 батальон), части разбитого 11-го полка и курсанты училища резервистов из Карахисара.
Контратака вернула порядок в расположении греческих частей.
Однако смерть командира 26-го полка и сменившего его командира ΙV батареи А. Пурнараса, вновь поколебали греческие части.
Новая мощная турецкая атака отбросила назад части ΙΧ дивизии в беспорядке.
В этот критический момент вмешалась ΙΙ/Α’ батарея, чьи кони галопом доставили орудия на поле боя и которая расположилась рядом с 3 батареями дивизии и батареей ΙΙ/Β’ полевой артиллерии. Батареи, без прикрытия пехоты, огнём прямой наводкой вынудили турок отступить на километр к югу.
Все дивизии понесли большие потери и были на грани развала.
Ослабленная потерями IV дивизия сумела отбить атаку турок на позиции Хамуркёй — Имбулак.
Сражение продолжалось весь день 29 августа, с тяжёлыми потерями с двух сторон.
IX дивизия продолжила марш на запад и ночью, под огнём турецкой артиллерии, собралась у Хамуркёя, вместе с другими силами группы Трикуписа и тысячами следовавших с ней христианских беженцев.
Группа Трикуписа была не в состоянии открыть дорогу на Думлупынар или установить контакт с Группой Франгу. Турки также были не в состоянии уничтожить Группу Трикуписа, несмотря на то что они окружили её своими II, IV, V и VI корпусами.
Однако для частей Трикуписа обстановка с каждым часом ухудшалась. Некоторые части остались без патронов и использовали огонь артиллерии, чтобы отгонять турецкую кавалерию.
В 23:00 29 августа, голодные и потрёпанные части Группы Трикуписа прорвались и начали марш к Чалкёю.
Отход принял форму беспорядочного бегства:180.
XII дивизия Каллидопулоса успешно отошла при содействии 33-го и 43-го пехотных полков, прервавших наступление турецких V пехотной и I кавалерийской дивизий и нанеся им тяжёлые потери.
Греческие части в значительной мере уже потеряли свой порядок, и ночной марш усугублял смешение частей.
Тем временем Группа Франгу 29 августа удерживала 20 км фронт вокруг Думлупынара.
Её позиции были атакованы I турецким корпусом и правый фланг был прорван.
С тем чтобы оставить открытым окно надежды Группе Трикуписа для отхода к Думлупынару, Франгу приказал своему левому флангу удержать позиции любой ценой. Арьергард Группы Франгу остался на позиции Хасан Деде Тепе.
Прибыв в Чалкёй Трикупис созвал совещание с комдивами, которые предложили продолжить марш на запад через ущелье Аливеран (Alıören).
Трикупис отклонил предложение, но получив рапорт, что боевой состав Группы уменьшился до 7 тыс. солдат, и что её сопровождали до 15 тыс. безоружных солдат и беженцы, при полном отсутствии боеприпасов и продовольствия, он приказал следовать через Аливеран.

## Аливеран
Термин «Сражение при Думлупинаре» употребляется турецкими историками, но для греческих историков есть «Аливеран» (Alıören) и события до и после «Аливерана».
Д. Фотиадис пишет, что Аливеран это «Седан» греческой армии и, будучи малоазийским греком, добавляет, что это «место бойни наших сил» и «место где были похоронены все наши надежды, вместе с тысячами бойцов».
Турецкие историки именуют сражение 17/30 августа «Сражением главнокомандующего», (Başkumandanlık Meydan Muharebesi) поскольку оно произошло на глазах у Кемаля, наблюдавшим за ним из укрытия в 6 км от ущелья:181.
В действительности термин сражение не совсем верно характеризует событие: это был расстрел турецкой артиллерией скопления греческих солдат и гражданского населения.
Ущелье Аливеран находится у отрогов Мурат Дага между Ак Бурун (1260 м) и Хасан Деде Тепе (1480 м).
Истощённые маршем и голодом, части Группы Трикуписа, будучи не в состоянии продолжать марш в темноте, скопились в ущелье.
Получив эту информацию, Кемаль приказал в ночь с 16 на 17 августа своим I и II армиям, а также V кавалерийской группе окружить ущелье и ликвидировать Группу Трикуписа:180.
На рассвете 17/30 августа Кемаль перешёл в артиллерийский наблюдательный пункт около Салкёя, в 6 км от центра боя.
Из вошедших в ущелье 20-25 тысяч человек, только 7 тысяч были боеспособны, остальные были невооружённые солдаты из вспомогательных частей, раненные и гражданское население, бежавшее от турецкой резни:180.
К полудню Трикупис приказал своим силам продолжить марш к Думлупинар, не подозревая что он был уже окружён
Внезапно вся турецкая артиллерия начала с юга обстреливать эту узкую подкову, где в её основании около 20 тыс. безоружных, вперемежку с женщинами и детьми, безуспешно искали возможность выйти из ущелья, ещё больше осложняя действия армейских частей.
На выходе из ущелья встала XIV кавалерийская дивизия турок, против которой Трикупис бросил пехотный полк, но после того как турецкие кавалеристы получили подкрепления, был дан приказ дожидаться темноты, для совершения прорыва.
И только на входе в ущелье, где «встала насмерть героическая ΧΙΙI дивизия», шло настоящее сражение.
Экономя боеприпасы, солдаты дивизии подпускали турок на 100 метров, после чего вынужденно шли в непрерывные штыковые контратаки, на верную смерть:159.
Вскоре 6 турецких дивизий обрушились на надломленные греческие силы, в то время как с востока новые турецкие батареи начали артиллерийский бараж.
Греческие батареи замолкли одна за другой. С 16:00 ни одна точка в ущелье не обеспечивала укрытия.
Люди, животные, автомобили, повозки взлетали на воздух.
Героическими усилиями греческие части удерживали единственный остававшийся западный выход из ущелья.
Полки исчерпали свои патроны и собирали их у убитых и раненных.
Единственной надеждой оставалась ночь : Прорыва с дневным светом был самоубийством:161.
Греческие историки отмечают инициативу предпринятую до наступления темноты командиром 14-го полка дивизии Каллидопулоса, полковником И. Котуласом.
И. Котулас был ранен за день до этого в бою у Хамуркёя. Несмотря на ранение, он решил не дожидаться темноты. Развернув знамя полка, вместе с полковым священником, он собрал своих солдат, укрывавшихся от артобстрела, и верхом возглавил их атаку на высоту 1140. Высота была взята, но плотный артиллерийский огонь делал невозможным пребывание на ней, после чего солдаты полка отступили в беспорядке:183.
Их беспорядочный отход увлёк и конюхов артиллерии, которые освободив коней от орудий, верхом бросились галопом на запад. За ними последовали и погонщики мулов.

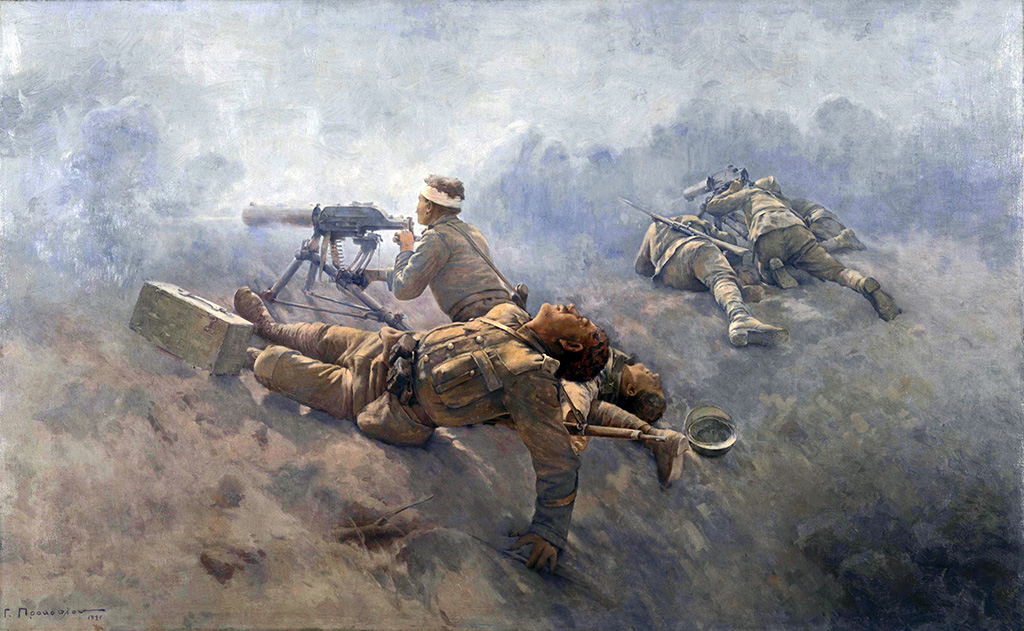
Художник Прокопиу, Георгиос: «До последнего»

Однако героическое сопротивление 2-го полка полковника Константина Цакалоса и других частей ΧΙΙI дивизии дало возможность, с наступлением ночи, тысячам солдат Группы Трикуписа и беженцев вырваться из котла.

### Итог Аливерана
С наступлением ночи турецкая артиллерия прекратила обстрел, опасаясь поразить свои войска, приблизившиеся к греческим частям.
Тогда все оставшиеся в живых, оставив орудия, грузовики, санитарные автомобили, бросились к выходу из ущелья.
Из раненных только способные ходить пытались следовать за уходящими. Остальные остались лежать на земле. Некоторым посчастливилось умереть той же ночью:183. Согласно турецким рапортам, 2000 убитых греков были найдены на следующий день на поле боя, не считая раненых, «которые умерли позже в результате своих тяжёлых ран»

## К пленению Каллидопулоса
Вырвавшиеся ночью из ущелья части и гражданское население разбились на две ещё соблюдавшие дисциплину колонны — колонну генералов Трикуписа и Дигениса и колонну Каллидопулоса и генерала Димараса.
Каждая из них выбрала различные направления.
Поскольку карты ничем не помогали, они безуспешно искали местных проводников, но турки бежали из своих сёл.
Колонна Калидопулоса — Димараса, насчитывавшая 1500 солдат и 82 офицеров, шла без остановки две ночи и два дня, до 19 августа включительно:183.
Голодные и бессоные офицеры и солдаты, по выражению Д. Фотиадиса, «физически и морально были трупами».
К 16:00 колонна была окружена турецкой кавалерией в горах Мурат Дага.
Два комдива и их штабы приняли решение, что не остаётся ничего другого как сдаться.
Были посланы парламентарии, но турки убили одного из них, после чего Каллидопулос дал приказ «сопротивляться до смерти».
Но колонна отказалась исполнять приказ и к 20:00 её солдаты сдались:184.
Однако полковник И. Котулас, герой сражений при Сакарье и Аливерана, во главе своего 14-го полка отказался сдаться и вырвался с боем из окружения. Два батальона других полков дивизии Каллидопулоса, I/41 и III/41, также отвергли решение комдива и, прорвав окружение, временно присоединились к получившей в силу своей дисциплины и стойкости прозвище «Железная дивизия», I дивизии А. Франгу.
21 августа 14-й полк и два батальона соединились в городе Ушак и вновь образовали XII дивизию, но уже под командованием И. Котуласа.
И. Котулас провёл воссозданную дивизию через города Филадельфия, Салихлы, Маниса, Кочаба, Нимфео и вышел к полуострову Эритрея, после чего из Чешме переправил дивизию на остров Хиос.
Тем временем колонна Трикуписа, без проводников, еды и боеприпасов, скиталась в горах Мурат Дага духовно разбитая и физически истощённая, сопровождаемая беженцами.
20 августа её марш замедлился и, согласно записям Трикуписа, «едва стоящие на ногах, солдаты скорее всего плелись, а не шли»:184.
Когда колонна дошла до Бугаяпа, Трикупис узнал от старцев турок, что Ушак, к которому они шли, был занят турками в предыдущий день и что перевал, который Пластирас удерживал до последнего, был оставлен им двумя часами раннее.
Комдив IX дивизии П. Гардикас безуспешно уговаривал Трикуписа идти в штыковую на прорыв. Тот не решался. Но Гардикас был полон решимости. Не сумев убедить Трикуписа опрокинуть вставших на проходе турок, Гардикас верхом на коне и с криком «вперёд девятая, идём к Пластирасу» возглавил атаку (остатков) своей дивизии, прорвался, прошёл через Мурат Дага и вышел на дорогу Чендеш-Ушак, избежав пленения.
Колонна Трикуписа встала и он приказал занять позиции для обороны «до последнего». Однако солдаты отказались исполнять приказ. По выражению Д. Фотиадиса, «они уже духовно и физически были трупами, а трупы не воюют».
Трикупис собрал своих офицеров, заявив им, что в этой обстановке «любое сопротивление будет бессмысленной жертвой», и приказал им сдаться.
Подполковник А. Сакетас из штаба XII дивизии Каллидопулоса, который оказался в колонне Трикуписа, счёл приказ о сдаче оскорблением его офицерской чести.
Вскочив на коня, Сакетас в одиночку бросился против окруживших Группу турок, с надеждой если не прорваться, то на достойную офицера смерть.
Зарубив несколько турок он был пристрелен при этой попытке.
Генералы Трикупис, Дигенис и их штабисты сдались туркам 20 августа:184.
В истории современной греческой армии до того не было сдавшихся неприятелю офицеров такого ранга. Многие из солдат-малоазийцев предпочли покончить жизнь самоубийством, зная что им уготовано турками.
Судьба греческих и армянских беженцев шедших с Группой Трикуписа — отдельная тема:184.

## Демобилизация Каллидопулоса и начало политической карьеры
В результате разгрома Группы Трикуписа, с одновременной утратой стратегических возможностей Группой Франгу, необходимость эвакуации греческой армии из Малой Азии становилась всё более очевидной:182.
Победа группы Франгу и гвардейцев Пластираса у Ак Таша, западнее Филадельфии (Алашехир), где эвзоны полка Пластираса обратили в бегство три турецкие дивизии (!). и которую Я. Капсис рассматривает как своего рода месть за расстрел группы Трикуписа в Аливеране, а также победа в Салихлы 23 августа 1922 года были лишь арьергардными победами, которые позволили отступающим греческим частям и беженцам без особых препятствий со стороны турок продвинуться к Эритрейскому полуострову.
Несмотря на то что другой отряд группы Франгу, отряд полковника Луфаса, отразил мощную атаку турок на высотах у Бин-тепе, дав возможность отходящим силам создать 25 августа временную линию обороны в непосредственной близости к Смирне, перед которой встала также и Кавалерийская бригада, новый командующий экспедиционной армии генерал Полименакос, счёл что этих сил для защиты города недостаточно и объявил Смирну открытым городом.
Всем оставшимся частям было приказано отойти к Чешме, где они были погружены на корабли и перправлены на острова Хиос и Лесбос.
Последний и победный для греческого оружия бой 5/42 гвардейского полка эвзонов Пластираса состоялся 28 августа 1922 года у села Ставро́с (тур. Зегуй). Прикрывая посадку последних частей на корабли, эвзоны Пластираса разгромили рвавшихся к Чешме турецких кавалеристов. Сегодня на этом месте турки установили памятник своим 147 погибшим кавалеристам.
Надежды Полименакоса и населения Смирны на цивилизованную передачу власти основывались на присутствии союзных кораблей в сотнях метров от набережной города, но не оправдались.
Вступив в город кемалисты развернули резню христианского населения, после чего и через 5 дней после вступления в Смирну, они сожгли (христианский) город.
Жена Каллидопулоса, с их единственным на тот момент ребёнком (старшим сыном Панайотисом) сумела выбраться из Смирны с помощью его друга генерала Г. Афанасиадиса и шурина Д. Фотиадиса 24 августа, за 3 дня до вступления кемалистов в город:A-208 и выбралась в Салоники, к его родственникам.
Малоазийская катастрофа вызвала антимонархистское восстание армии сентября 1922 года. Король Константин был низложен. В октябре чрезвычайный трибунал приговорил к смерти монархистов премьер-министра Д. Гунариса, четверых его министров и командующего Хадзианестиса:359.
Генерал майор Каллидопулос был освобождён турками после подписания Лозаннского мира в июле 1923 года.
Вернувшийся из плена, пятидесятилетний генерал был демобилизован — он не был в числе офицеров Революционного совета, прославившихся на последнем этапе войны, а плен пал тенью на его предыдущие заслуги. К тому же, воссозданную XII дивизию, которая в составе «Армии Эвроса» была готова к возобновлению войны и повторному занятию Восточной Фракии уже возглавлял генерал Дионисиос Ставрианопулос.

### Политик

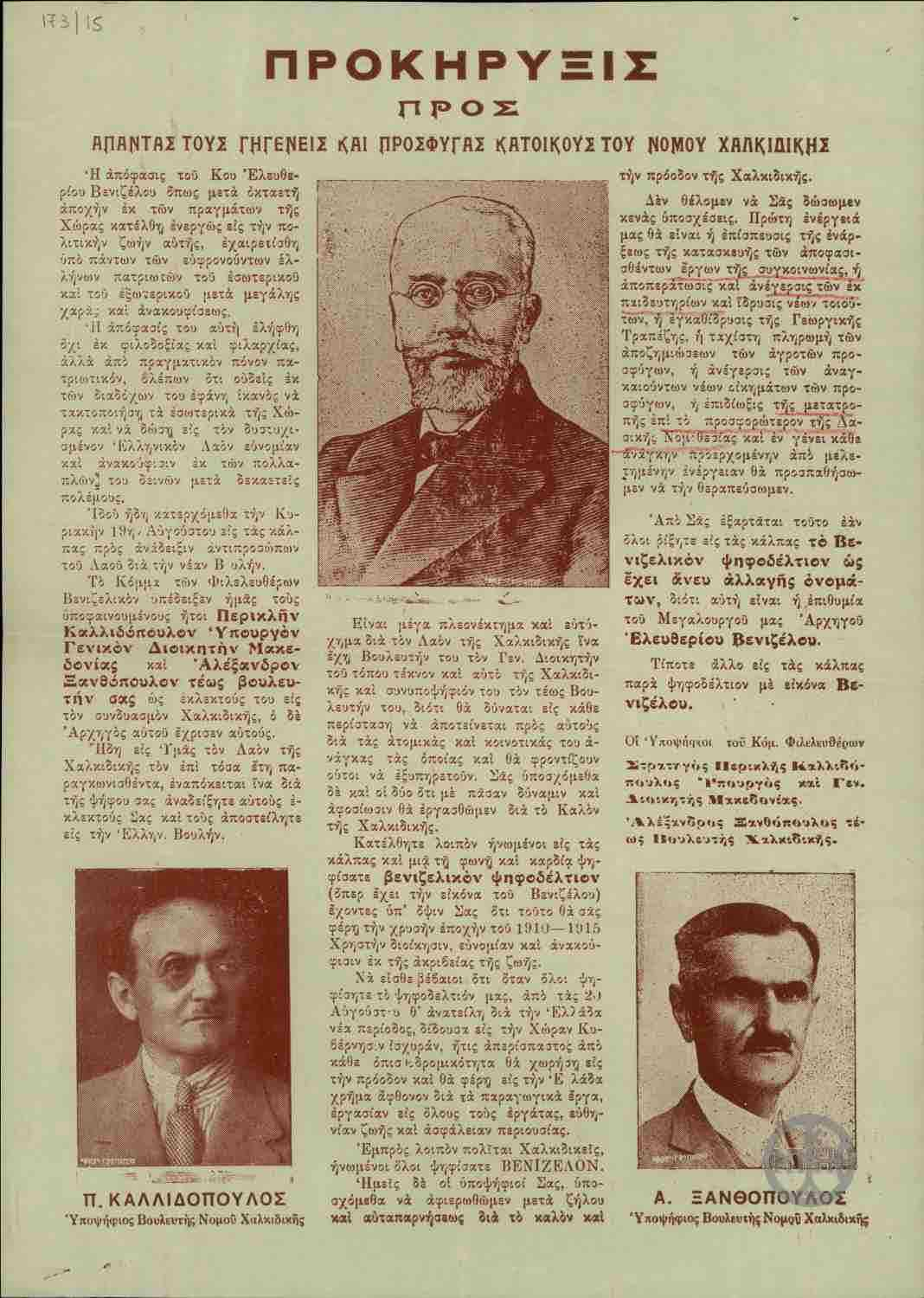
Листовка-обращение «к коренным (жителям) и беженцам» избирателям полуострова Халкидики от Либеральной партии перед выборами 1928 года. В голове листовки фотография Э. Венизелоса, в нижнем левом углу фотография Перикла Каллидопулоса.

Сразу после своей демобилизации, Каллидопулос примкнул к Либеральной партии Э. Венизелоса и был избран депутатом парламента от Салоник в 1924 году, не набрал необходимого числа голосов на выборах 1926 года и вновь был избран депутатом парламента в 1928 году, на этот раз от округа полуострова Халкидики.
После выборов 1928 года он был назначен правительством Венизелоса министром — губернатором Салоник.
Однако это его назначение встретило много возражений политических кругов Македонии и уже в 1929 году, вместо Каллидопулоса губернатором Салоник стал И. Каннавос.
В 1926 году родился его младший сын, Александрос Каллидопулос (1926—1993), ставший в дальнейшем юристом и известным политиком.
В последовавший период Перикл Каллидопулос стал основателем и президентом Греко-французского союза и в 1930 году стал одним из учредителей первого воздушного спортивного клуба Греции в Салониках, με την επωνυμία «Ένωση Φίλων Αέρος», который позже был переименован в «Воздушный клуб Салоник».
В 1939 году его жена, Катерина Фотиаду — Каллидопулу, основала Лицей гречанок Салоник и оставалась на посту его президента до 1953 года.
С началом греко-итальянской войны (1940—1941) Екатерина Каллидопулу, вместе с профессором А. Мисирлоглу и врачом И. Кирьякидисом, сформировала при своём лицее корпус медсестёр «Голубой крест» (Κυανούς Σταυρός).

## В Греческом Сопротивлении
Первые организации Сопротивления в Салониках были созданы сразу после начала тройной, германо-итало-болгарской, оккупации Греции, и за месяц до падения Крита, последней свободной греческой территории.
Семидесятилетний генерал Каллидопулос и его шестнадцилетний сын Александрос также включились в Сопротивление.
Информацию о том что семья Каллидопулоса имела в своём доме рацию, через которую поддерживала связь с партизанами, а также что генерал был арестован немцами, (пока что) не удаётся подтвердить.
В том что касается политической ориентации организации в которой состояла семья Каллидопулоса, то как минимум сын сотрудничал с подразделениями прокоммунистической Народно-свободительной армии, куда он отправлял спасаемых семьёй евреев. Последнее подтверждается израильским Яд ва-Шемом.
Отголоском сотрудничества Александра Каллидопулоса в годы оккупации с греческими коммунистами стало его избрание в 1958 году депутатом парламента от Единой демократической левой партии (ЭДА):651, занявшей легальную нишу на политической арене, вместо находившейся тогда вне закона компартии Греции.

### Праведник мира
В 1989 году, вместе со своим сыном Александросом, генерал Каллидопулос был признан израильским Яд ва-Шемом Праведником мира за спасение салоникских евреев.
Яд ва-Шем отмечает, что семья Каллидопулоса, рискуя собственной жизнью, прятала у себя дома четырёх сверстников и приятелей Александра Каллидопулоса, братьев Коэн.
После спасения братьев Коэн, Александр спас как минимум ещё 6 евреев, которых отправил в Афины или в находившиеся под контролем Народно-освободительной армии близлежащие к Салоникам горы Пайкон.

## Последние годы
Не располагаем достаточной информацией о деятельности П. Каллидопулоса в период Гражданской войны (1946—1949), кроме того что в 1946 году он встречал в Салониках Поля Элюара, в качестве президента «Греко-французского союза».
На парламентских выборах 1950 года, генерал Каллидопулос был избран депутатом парламента от Демократической коалиции левых партий («Δημοκρατική Παράταξις»), что является политическим сдвигом влево от Либеральной партии в которой он состоял до войны, и что вероятно объясняется его сотрудничеством с коммунистами в годы оккупации.
Однако генерал Каллидопулос вскоре (25 апреля) умер и его место в парламенте занял отставной контр-адмирал Иоаннис Янникостас.
Генерал Каллидопулос умер в Афинах, но был отпет в салоникской Св. Софии митрополитом Геннадием, который позже также был признан Праведником мира. Генерал Каллидопулос похоронен в Салониках